# Púsxino (Moscou)
Púsxino - Пущино (rus) - és una ciutat de l'óblast de Moscou, a Rússia. Púsxino existeix des del segle XVI com una propietat familiar després de ser donada com a recompensa a la família Puixkin l'any 1500. La vila fou escollida el 1956 com un centre de recerca científica de l'Acadèmia Russa de les Ciències. Aconseguí l'estatus de ciutat el 1966.